# 林山麓施泰因巴赫
林山麓施泰因巴赫是德国巴伐利亚州的一个市镇。总面积36.14平方公里，总人口3318人，其中男性1637人，女性1681人（2011年12月31日），人口密度92人/平方公里。